# Cinzia Monreale
Cinzia Monreale, née Cinzia Moscone le 22 juin 1957 à Gênes en Ligurie, est une actrice italienne.

## Biographie
Cinzia Monreale est née à Gênes en 1957. Elle est la fille de la chanteuse lyrique Mirella Zaza. 
Elle a fait carrière dans le mannequinat avant de se lancer dans le cinéma. En 1975, à l'âge de 17 ans, elle fait ses débuts au cinéma dans un petit rôle dans la comédie Son tornate a fiorire le rose de Vittorio Sindoni, puis elle obtient ses premiers rôles principaux toujours avec Sindoni, dans les comédies Perdutamente tuo... mi firmo Macaluso Carmelo fu Giuseppe et Per amore di Cesarina.
Elle apparaît dans plusieurs films au cours des années soixante-dix, notamment dans le western spaghetti Selle d'argent, où elle travaille pour la première fois avec le célèbre réalisateur de films d'épouvante Lucio Fulci. En 1979, elle joue dans la comédie d'action Pied plat sur le Nil en compagnie de Bud Spencer. Le même année, le réalisateur Joe D'Amato la choisit pour incarner la protagoniste de Blue Holocaust (Buio Omega), et en 1981, toujours avec Fulci, elle joue le rôle d'Emily dans le film d'épouvante culte L'Au-delà. Parmi ses autres rôles, il y a Ritorno dalla morte de Joe D'Amato (alias Frankenstein 2000), 2072, les mercenaires du futur et La dolce casa degli orrori de Lucio Fulci, Journal d'un vice de Marco Ferreri, Le Syndrome de Stendhal de Dario Argento ou Festival de Pupi Avati. Elle est également active à la télévision, dans des téléfilms et des séries comme Rex, chien flic.

## Filmographie

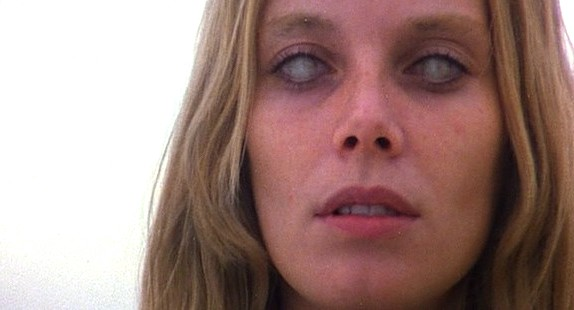
Cinzia Monreale dans L'Au-delà (1981).

### Cinéma
- 1975 : Son tornate a fiorire le rose de Vittorio Sindoni
- 1976 : Quel movimento che mi piace tanto (it) de Franco Rossetti
- 1976 : Perdutamente tuo... mi firmo Macaluso Carmelo fu Giuseppe de Vittorio Sindoni
- 1976 : Per amore di Cesarina (it) de Vittorio Sindoni
- 1978 : Selle d'argent (Sella d'argento) de Lucio Fulci
- 1978 : Bermudes : Triangle de l'enfer (Bermude: la fossa maledetta) de Tonino Ricci
- 1979 : Blue Holocaust (Buio Omega) de Joe D'Amato
- 1980 : Pied plat sur le Nil (Piedone d'Egitto) de Steno
- 1981 : L'Au-delà (...e tu vivrai nel terrore! - L'aldilà) de Lucio Fulci
- 1984 : 2072, les mercenaires du futur (I guerrieri dell'anno 2072) de Lucio Fulci
- 1987 : Sotto il ristorante cinese de Bruno Bozzetto
- 1989 : La dolce casa degli orrori de Lucio Fulci
- 1992 : Ritorno dalla morte - Frankenstein 2000 (it) de David Hills
- 1992 : Dov'era lei a quell'ora? (it) de Antonio Maria Magro
- 1993 : Journal d'un vice (Diario di un vizio) de Marco Ferreri
- 1993 : Nel continente nero (it) de Marco Risi
- 1993 : Kreola (it) de Antonio Bonifacio
- 1996 : Le Syndrome de Stendhal (La sindrome di Stendhal) de Dario Argento
- 1996 : Festival de Pupi Avati
- 1999 : Il popolo degli uccelli (it) de Rocco Cesareo
- 2000 : La donna del delitto (it) de Corrado Colombo
- 2000 : Quando una donna non dorme (it) de Nino Bizzarri
- 2001 : L'accertamento de Lucio Lunerti
- 2001 : Mario Schifano Tutto de Luca Ronchi
- 2002 : Ilaria Alpi - Il più crudele dei giorni (it) de Ferdinando Vicentini Orgnani
- 2002 : Ultimo stadio (it) de Ivano De Matteo
- 2005 : Kill Gil, volume 1 de Gil Rossellini
- 2006 : Kill Gil, volume 2 de Gil Rossellini
- 2013 : La festa de Simone Scafidi
- 2016 : Dark Signal (en) de Edward Evers-Swindell
- 2017 : L'incredibile storia della signora del terzo piano (it) de Isabel Russinova et Rodolfo Martinelli
- 2019 : Everybloody's End (it) de Claudio Lattanzi

### Télévision
- Casa Vianello, (1992)
- Caro maestro, regia di Rossella Izzo (1995-1996)
- Mamma per caso, regia di Sergio Martino (1997)
- I.A.S. - Investigatore allo sbaraglio, regia di Giorgio Molteni (1999)
- Commesse,  (1999)
- Turbo, regia di Antonio Bonifacio (1999-2000)
- La casa dell'angelo,  (2002)
- Madre come te (2004)
- Incantesimo 10, (2008)
- Rex, chien flic  (2009)
- Distretto di polizia 9, épisode 6 Isola (2009)
- Nebbie e delitti, regia di Riccardo Donna (2009)
- La mia casa è piena di specchi, regia di Vittorio Sindoni (2010)
- Cugino & cugino (2011)